# 台北聯營公車羅斯福路幹線路線
台北聯營羅斯福路幹線路線公車，為台灣臺北聯營公車的幹線公車路線之一，起訖站為捷運動物園站及臺北車站，營運者為欣欣客運，由原236路線調整而成，另有僅行駛於深坑到公館兩站間的區間車。:54

## 歷史

### 236路公車
1993年時，此路線4月營收為新台幣八百一十餘萬元，每公里營收為45.3元，為欣欣客運營收最佳的路線，在臺北聯營公車路線排名第二，被記者劉永嘉稱為「臺北聯營公車十條黃金路線」之一。
2005年時，台北縣深坑鄉鄉長候選人黃種俊以改善交通為主要政見，提出將此路線、251路公車延駛到該鄉土庫村。2010年時，深坑鄉民眾向新店區市民代表陳儀君陳情，表示236路公車僅行駛到該鄉東南科技大學、台新工廠附近，未進入人口較密集的深坑市區，使該鄉民眾需要多花時間和金錢轉乘相當不便。台北縣政府交通局運輸管理科科長鄭智銘表示此路線屬於台北市聯營公車，會協助向台北市政府交通局提出延駛申請。
2016年時，236路線一年營收超過一億元新台幣。

### 羅斯福路幹線公車
2017年7月時，台北市政府實施新版幹線公車計畫，調整公車路線名稱及定位。2018年4月2日該計畫進行第二階段，將11條路線調整為「類捷運」幹線公車，平日班距調整為尖峰4－6分鐘、離峰5－10分鐘一班，南北向公車以綠色代表；全部車輛採用低底盤公車，車上並裝設動態轉乘資訊面板，以顯示該站轉乘資訊、次5站之站名。其中原236路線轉型並更名為「羅斯福路幹線」。
2019年8月24日時，此路線與251路公車、251區間車進行整併。原先此路線起迄點為東南科技大學到臺北車站，調整過後則縮短為捷運動物園站到臺北車站，使文山區博嘉里居民前往臺北車站或台大醫院時需要先搭乘251區間車到捷運公館站再轉車。時任台北市議員簡舒培表示臺北市公共運輸處在整併時僅向中正區、大安區兩區居民說明，未徵詢文山區居民意見，要求公共運輸處應停止試辦、恢復三種路線；公共運輸處則表示，此次調整起因於業者欣欣客運更換車輛為電動公車、站點需移至有充電站的木柵站，因應措施為251區間車尖峰班次加密到7－10分鐘一班、提供轉乘優惠。

## 相關事件
2006年母親節時，欣欣客運提出當日母子皆可免費搭乘此車與611路公車的優惠方案，兩班公車的共通點在於連接台北市區及木柵動物園。
2013年10月婚姻平權草案通過立法院院會一讀之後沒有進展，隔年由120多個民間團體組成的「婚姻平權革命陣線」為抗議此事，遂計畫於10月5日舉行「彩虹圍城」活動要求司法法制委員會排案審議，並預先於同年9月租用一台236公車以便宣傳，租用此路線的理由為其通過台北市主要幹道，以及二二八和平紀念公園、北一女、台大等對同志有歷史意義、存在集體回憶的地點。此輛公車在10月5日當天也會改為導覽專車，由專人沿途宣講同志尋找性別認同、爭取性別平權的故事。

## 註解
1. ↑  另參和平西路、和平東路條目

## 外部連結
- 台北聯營公車羅斯福路幹線路線 （页面存档备份，存于）